# Russell Mael
Russell Mael, né le 5 octobre 1948 à Los Angeles, est un chanteur américain. Il est un des fondateurs, avec son frère Ron, du groupe Sparks.

## Jeunesse
Russell Craig Mael est né le 5 octobre 1948 à Los Angeles. Les frères Mael ont grandi à Pacific Palisades - une banlieue relativement aisée de Los Angeles - avec leur père, Meyer (d'origine russe et autrichienne), qui était graphiste et caricaturiste pour le Hollywood Citizen-News, et leur mère, Miriam (née Moskowitz), bibliothécaire de profession. Après avoir été scolarisés à la Palisades High School, les deux frères se sont inscrits à UCLA pour y étudier le cinéma et les arts graphiques en 1963.

## Sparks
Mael est connu pour sa capacité vocale et pour ses prestations scéniques flamboyantes et hyperactives contrastant fortement avec son frère Ron Mael qui demeure impassible.
Il a enregistré 24 albums avec son groupe, les Sparks. Le groupe est mondialement célèbre pour son morceau This Town Ain't Big Enough for Both of Us qui s'est classé à la quinzième place du hit-parade français.
Les deux frères sont apparus dans leurs propres rôles dans le film catastrophe de 1977 Le Toboggan de la mort. Ils ont également joué dans l'épisode vingt-deux de la saison six de la série Gilmore Girls.
En juin 2018, Edgar Wright a annoncé qu'il réalisait un documentaire sur le groupe Sparks. Il avait couvert le concert du groupe à Londres en mai au O2 Forum de Kentish Town.

## Filmographie
- 1977 : Le Toboggan de la mort de James Goldstone : lui-même
- 2021 : The Sparks Brothers (documentaire) d'Edgar Wright : lui-même
- 2021 : Annette de Leos Carax : lui-même

## Distinction

### Récompense
- César 2022 : Meilleure musique originale pour Annette